# 弗朗茨·里特·冯·埃普

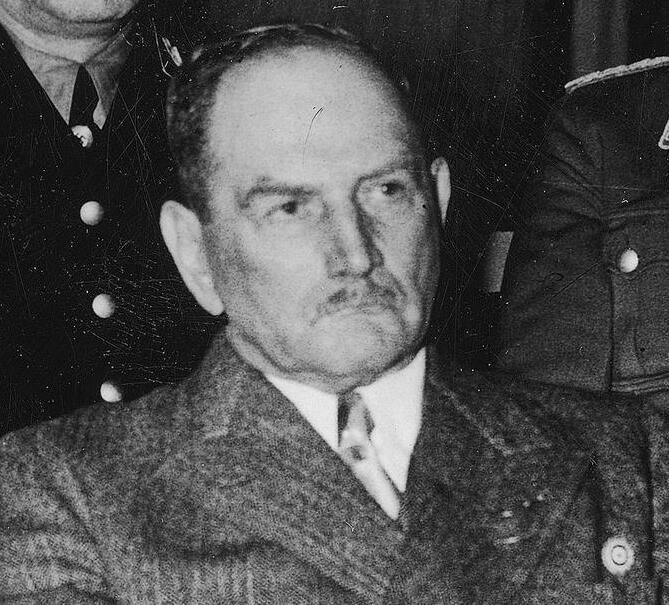
冯. 埃普肖像（摄于1937年）

弗朗茨·里特·冯·埃普（德語：Franz Ritter von Epp，1868年10月16日 – 1947年1月31日）是一位德国将军、政客，其军事生涯始于巴伐利亞陸軍。1916年，埃普因战功卓著而受封为骑士。一战结束，德意志帝国解体后，冯·埃普在德国自由军团和威玛防卫军中担任军官。在1928年加入纳粹党之前，埃普是巴伐利亚人民党党员，他在加入纳粹党的同时，還擔任帝国议会议员，他在这个职位上一直工作至纳粹德国灭亡。
战争结束之际，埃普因心脏问题而在巴特瑙海姆入院治疗。1945年5月9日，埃普被逮捕，被关进慕尼黑的一座监禁营，而且准备在纽伦堡接受审判。1947年1月31日，埃普在被关押期间死亡。